# Enfants-404
Enfants-404, aussi appelé Children-404, ou Deti-404 et en en russe Дети-404, nom complet Дети-404. ЛГБТ-подростки. Мы есть! (« Enfants-404. Adolescents LGBT. Nous existons ! ») est une initiative Internet publique russe visant à soutenir les adolescents LGBT en Russie. La fondatrice de la communauté est Lena Klimova, journaliste de l'agence de presse Rosbalt (ru) et militante LGBT Elena Klimova et basée à Nizhny Tagil. En mars 2013 elle écrit une série d'articles sur les adolescents LGBTI,,, et publie en 2014 un livre sur le même sujet. En 2013, également, elle crée la communauté en ligne sur Facebook et un groupe de parole privé sur VKontacte sous le nom de  Children-404, qui offre aux adolescents un espace pour discuter des questions LGBTI et être soutenus, tout en rendant leurs probématiques visibles.
Le 23 janvier 2015, le tribunal de première instance de Nijni Tagil, représenté par Lyudmila Ivanovna Pedan, déclare Elena Klimova coupable de « propagande en faveur de relations sexuelles non traditionnelles entre mineurs » et la condamne à une amende de 50 000 roubles. Le 25 mars 2015, la juge du tribunal du district Dzerzhinsky de Nizhny Tagil, Alena Monakhova, annule cette décision et la renvoie en appel au tribunal de première instance de Nizhny Tagil, qui, le 28 juillet 2015 condamne Klimova à la même peine pour la deuxième fois. Le 7 août 2015, le tribunal central du district de Barnaoul décide de bloquer le site de la communauté « Enfants-404 » sur le réseau social VKontakte en raison de la promotion de relations sexuelles non traditionnelles entre adolescents. Après le blocage par l'administration du réseau social, le 25 septembre, une nouvelle page est créée, à laquelle un millier de personnes supplémentaires se sont abonnées,,.
Après avoir été bloqué, le site children 404 a été abandonné et désactivé.

## Objectifs du projet
Les pages du projet « Enfants 404 » sur Facebook et VKontakte montrent des lettres d'adolescents LGBT publiées de façon anonyme, dans lesquelles sont abordés des problèmes auxquels les jeunes sont confrontés dans leur vie à cause de l'homophobie de l'homophobie de leur entourage. On y trouve également des lettres de soutien écrites par des adultes et destinées aux adolescents LGBT russes ,,,,,,.
Le numéro « 404 » dans le nom du projet fait référence à l'analogie avec un message technique lorsque l'adresse d'une page sur Internet est introuvable : « Erreur 404 - la page n'existe pas ». Les auteurs du projet attirent l'attention sur le fait que dans la société russe, peu de gens se rendent compte de l'existence de jeunes LGBT et aux problèmes rencontrés par ces jeunes dans des conditions d'intolérance envers les personnes LGBT.
 Наше общество полагает, что гомосексуальных подростков не существует в природе, будто бы геи, лесбиянки, бисексуалы и трансгендеры прилетают с Марса уже взрослыми. А между тем в каждой 20-й российской семье растёт ребёнок-ЛГБТ — это невидимые обществу дети-404. (« Notre société pense que les adolescents homosexuels n'existent pas dans la nature, comme si les gays, les lesbiennes, les bisexuels et les transgenres venaient de Mars à l'âge adulte. Pourtant, une famille russe sur 20 compte un enfant LGBT - ce sont les enfants invisibles - 404. »)

## Historique du projet

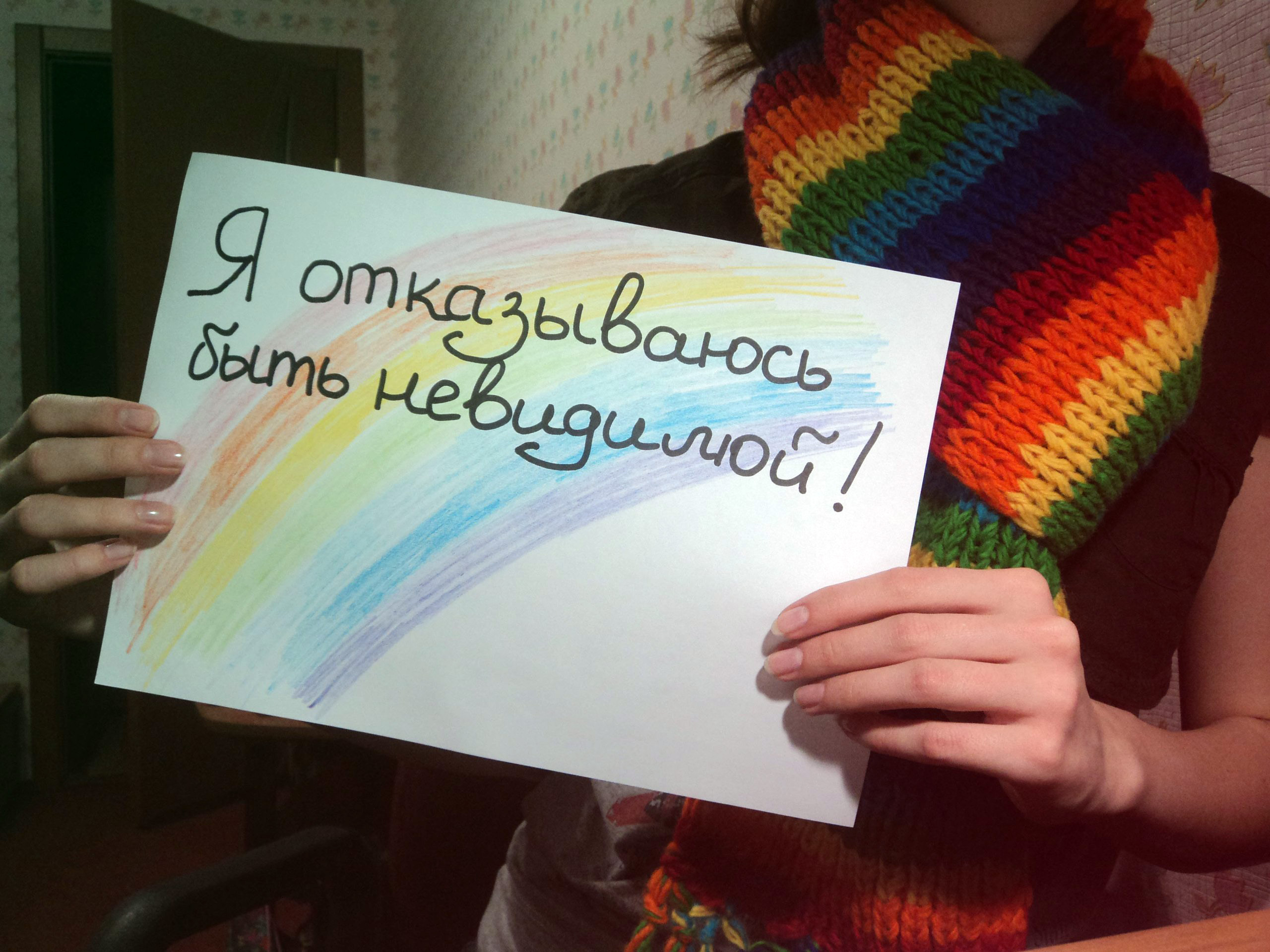
Photo d'une des participantes au projet « Enfants-404 »

### Histoire d'origine
Lena Klimova, une jeune journaliste d'Ekaterinbourg, publie une série d'articles critiquant les projets de loi contre la « propagande homosexuelle ». Elle est alors contactée par courrier électronique par une jeune fille de 15 ans qui déclare avoir été harcelée par ses camarades de classe et ses parents à cause de son homosexualité. La jeune fille a écrit qu'elle était sur le point de se suicider, mais que  l'article de Klimova l'a fait changer d'avis et ne pas franchir cette étape,. Après cela, Elena Klimova commence à rechercher des informations sur la vie des adolescents LGBT en Russie, et crée une enquête en ligne. En moins de deux semaines, la journaliste reçoit plus d'une centaine de réponses par courriels, après quoi elle décide de créer un projet de soutien en ligne pour les adolescents LGBT,.Le projet comprend deux volets : un groupe privé et  fermé sur le réseau social russe VK, dont le but est d'offrir une assistance psychologique aux adolescents LGBT, et dans lequel ils peuvent partager leurs problèmes et obtenir l'aide de participants adultes ; et une page publique sur Facebook et VK qui publient des lettres d'adolescents,.
Le journal espagnol populaire El Mundo a écrit ce qui suit à propos du projet Enfants-404 dans un article intitulé « Comme il est dangereux d'être homosexuel en Russie ». :
« Les photos montrent des visages jeunes dont les yeux sont cachés par des pancartes avec l'inscription Enfants - 404. Dans de nombreuses lettres, les adolescents crient « Nous existons ! » pour protester contre l'intolérance généralisée ».

### Soutien de projet
Le projet « Enfants-404 » a attiré l'attention en dehors de la Russie. Au cours de l'été et au début de l'automne 2013, dans plusieurs villes du monde - New York, Oslo, Londres - des rassemblements publics ont eu lieu en soutien aux adolescents LGBT russes et au projet « Enfants-404 »,,,. Certaines des plus grandes publications au monde, dont le Washington Post, le New York Times, The Guardian,, et El Mundo ont publié des articles.
Le 5 juillet 2013, le projet Children-404 est soutenu par la famille de Marcel Neergaard, un garçon gay américain de 11 ans originaire du Tennessee, devenu célèbre pour sa lutte contre l'homophobie. Marcel et ses parents ont lancé un appel à soutient au projet Children-404 pour soutenir tous les adolescents LGBT de Russie.
Le 16 juillet 2013, un rassemblement de soutien aux adolescents LGBT russes est organisé par six députés de la diète de Pologne membres du parti Mouvement Palikota : Anna Grodzka, Andrzej Rozenek, Robert Biedron, Tomasz Makowski, Maciej Banaszak et Michal Kabaczynski. Le groupe publie des photos d'affiches avec les mots « Enfants-404, vous existez ! Nous sommes avec vous ».

Les députés du Sejm polonais soutiennent le projet Children-404
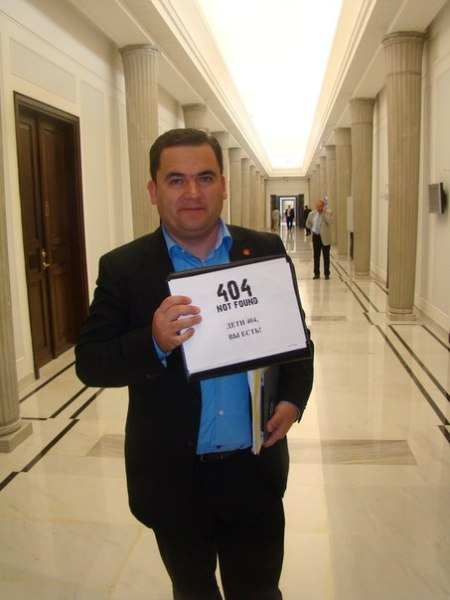
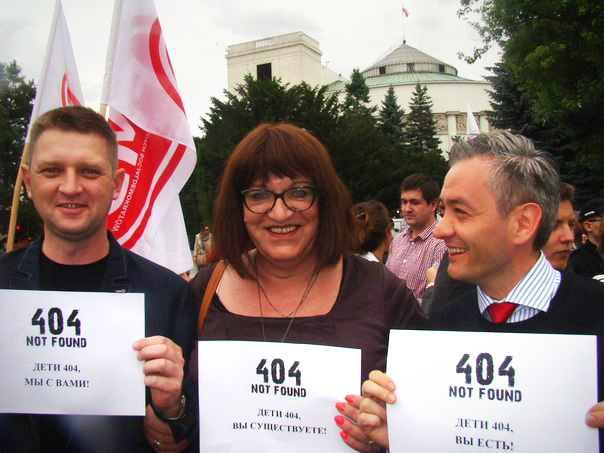
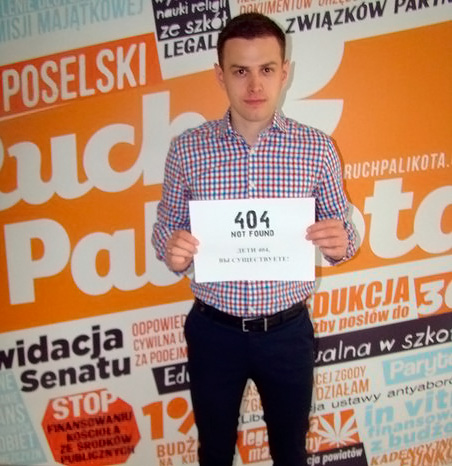
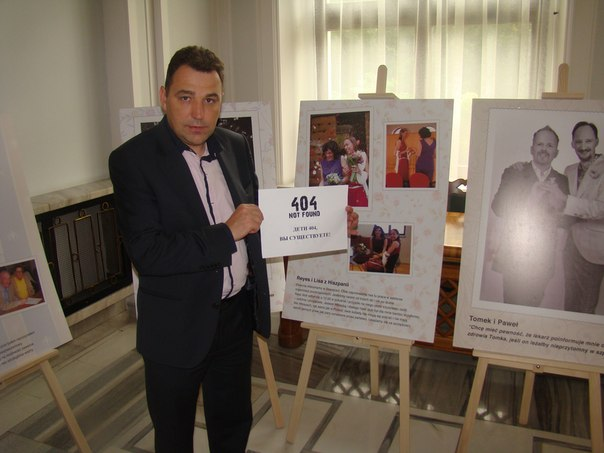

Avec l'aide du projet Enfants-404, le 5 décembre 2013, le projet américain It Gets Better lance sur son site Internet une campagne de soutien aux adolescents LGBT russes.
Début 2014, après moins d'un an d'existence du projet plus d'un millier de lettres d'adolescents LGBT de toute la Russie, ainsi que d'adultes avec des mots de soutien, ont été publiées.

### Accusations de promotion de l'homosexualité
Début octobre 2013, Vitali Milonov (en), auteur de la loi  sur l'« l'interdiction législative de la propagande » de « relations sexuelles non traditionnelles » écrit sept déclarations aux forces de l'ordre exigeant que la fondatrice du projet Children-404, Elena Klimova, soit traduite en justice et le projet fermé. Le 17 janvier 2014, Klimova est convoquée pour un premier interrogatoire au département intercommunal de Nizhny Tagil du ministère de l'Intérieur, et le 31 janvier, à Nizhny Tagil, une enquête pour infraction administrative est ouverte contre elle en vertu du Code des infractions administratives de la fédération de Russie.
Le procès verbal établi sur l'infraction administrative indiquait qu'Elena Klimova « avait enregistré sur le réseau Internet « VKontakte » une page promouvant les relations sexuelles non traditionnelles entre mineurs, qui diffusait des informations visant à développer des comportements sexuels non traditionnelles chez les mineurs, l'attractivité des relations sexuelles non traditionnelles, et une vision déformée de l'équivalence sociale des relations sexuelles traditionnelles et non traditionnelles,,.
Le 21 février 2014, un autre tribunal décide de mettre fin à la procédure, ne trouvant aucune infraction administrative dans les actions d'Elena Klimova, établissant ainsi que le contenu du site Internet Children-404 ne constitue pas une « propagande de relations sexuelles non traditionnelles entre mineurs ».
Cependant, le 23 janvier 2015, le tribunal Dzerzhinsky de Nizhny Tagil produit une sanction administrative envers la fondatrice du projet, Elena Klimova, sous la forme d'une amende de 50 000 roubles (en vertu de l'article sur « la propagande sexuelle non traditionnelle »).
Le 21 septembre 2015, Roskomnadzor, sur la base d'une décision du tribunal central du district de Barnaoul, territoire de l'Altaï, en date du 7 août 2015, 2015 n° 2-5816/15, enregistre le groupe « Enfants-404 » sur la liste des sites interdits et ordonne à VKontakte de supprimer la page dans un délai de trois jours ouvrables. L'avocat du groupe, Dmitry Bartenev, déclare que Children-404 ferait appel de la décision de Roskomnadzor. Le 25 septembre, l'administration du réseau social  Vkontakte procède au blocage de la page communautaire. Une nouvelle page est aussitôt créée, qui compte rapidement mille personnes de plus que la page initiale bloquée.

### Menaces
La fondatrice du projet, Elena Klimova, a reçu à plusieurs reprises des menaces, auxquelles elle répond  en avril 2015, en publiant sur le réseau social Vkontakte une série de collages de photos intitulé « Les belles personnes et ce qu'elles me disent »,.

## Opinions sur le projet «Enfants-404»
Elena Mizulina, membre de la Douma et autrice de la loi fédérale interdisant la « propagande des relations non traditionnelles », a déclaré dans une interview à Gazeta.ru en juin 2013 que le projet Children-404 n'est pas de la « propagande » :
— Скажите, вы знаете о проекте «Дети 404»?  — Нет, не знаю.   — Это сайт, куда дети нетрадиционной ориентации присылают свои истории, рассказывают, как им живется. Я вас очень прошу, посмотрите этот сайт до принятия закона во втором чтении. — Такой проект не относится к пропаганде нетрадиционных отношений.   — А как этим детям быть, когда они обнаруживают, что они не такие, как все? Откуда им взять информацию, что это не болезнь, что это нормально?  — Информация, разъясняющая, описывающая, не призывающая к чему-то, не провокационная, не изображающая нетрадиционные половые отношения, не является пропагандой, она может быть по закону в доступе для подростков (« Dites-moi, connaissez-vous le projet Children 404 ?  - Non, je ne le connais pas.  - Il s'agit d'un site web où les enfants d'orientation non traditionnelle envoient leurs histoires, racontant comment ils vivent. Je vous demande instamment de consulter ce site avant que la loi ne soit adoptée en deuxième lecture.  - Un tel projet n'est pas lié à la propagande des relations non traditionnelles.  - Et que doivent faire ces enfants lorsqu'ils découvrent qu'ils sont différents ? Où trouveront-ils l'information que ce n'est pas une maladie, que c'est normal ?  - Une information expliquant, décrivant, n'appelant pas à quelque chose, n'étant pas provocante, ne représentant pas les relations sexuelles non traditionnelles n'est pas de la propagande, elle peut être légalement disponible pour les adolescents.  - Elena Mizulina : "Ce ne sont pas les gays qui dérangent les gens, mais la propagande" »).
En janvier 2014, à l’initiative de Vitali Milonov, député de l'Assemblée législative de Saint-Pétersbourg, auteur de la loi de Saint-Pétersbourg interdisant la « propagande homosexuelle » des poursuites administratives sont engagées contre Elena Klimova et le projet Children-404 pour « propagande de valeurs non traditionnelles ». Vitali Milonov lui-même a déclaré que le groupe devait être reconnu comme un agent étranger et a exigé la fermeture du projet:
Maria Sabunaeva, candidate en sciences psychologiques, professeure agrégée du Département d'assistance psychologique Université Herze  a déclaré dans une interview avec l'agence Rosbalt, qu'« aujourd'hui, il n'existe pas une seule source d'informations adéquates sur l'orientation sexuelle des enfants en Russie » et que la fermeture du projet Children-404 privera les adolescents homosexuels d'aide et de soutien :
« Que pensez-vous que la fermeture du groupe Children-404 va entraîner ?

- Ce que nous avons connu pendant de nombreuses années : une solitude totale pour les adolescents et les enfants LGBT, aucune possibilité de parler d'eux-mêmes, d'obtenir du soutien, de la chaleur humaine et de l'acceptation. Je ne comprends pas ce qu'un député a contre ce groupe - est-il contre le fait que les enfants reçoivent du soutien et de la chaleur humaine ? S'il avait pris la peine de regarder, il n'aurait pas vu de propagande, ni même de conversations sur le sexe, mais il aurait peut-être enfin remarqué à quel point la haine homophobe est meurtrière pour ceux qui sont encore jeunes, sensibles et qui n'ont pas appris à résister aux brimades. »

## Ouvrage sur les questions LGBT pour les enfants
Le seul ouvrage qui évoque de l'orientation sexuelle, de l'identité de genre et de l'amour des adolescents pour les représentants ou représentants du même sexe est le livre Enfants-404. Adolescents LGBT : entre les murs du silence, écrit à l’été 2014. En 2017 des statistiques et des réponses aux questions sur l'OSIG ont été ajoutées. Selon Lena Klimova, fondatrice du projet Deti-404, indique que le livre Deti-404. Adolescents LGBT : entre les murs du silence, écrit à l’été 2014, avec ajout de statistiques en 2017, sera mis à jour chaque année.
En avril 2020, Elena Klimova présenté un nouveau livre Survivre et vivre. Heureux pour toujours. Selon Klimova, le livre  « est destiné aux adolescents qui se posent des questions sur l'orientation sexuelle ou l'identité de genre. De plus, le livre peut être utile à tous ceux qui s'intéressent à ce sujet : adolescents, enseignants, psychologues, personnes LGBT et leurs proches ».

## Remarques
1. ↑  Kathy Lally, « Russian law isolates gay teenagers » [archive du 2 septembre 2013], The Washington Post, 2 septembre 2013 (consulté le 25 novembre 2013)

«Российский закон изолирует подростков геев» (русский перевод статьи)
2. 1 2 3 4  (de) Julia Smirnova, « Russland: Der Widerstand der homosexuellen "Kinder 404" » [archive du 25 novembre 2013], Die Welt, 22 mai 2013 (consulté le 28 novembre 2013)

«Россия: сопротивление гомосексуальных „Детей-404“» (русский перевод статьи)
3. ↑  Лена Климова, « Дети-"404" » [archive du 3 décembre 2013], Росбалт,‎ 4 mars 2013 (consulté le 25 novembre 2013)
4. ↑  Лена Климова, « Откуда берутся подростки-геи? » [archive du 3 décembre 2013], Росбалт,‎ 11 mars 2013 (consulté le 25 novembre 2013)
5. 1 2  «Должна быть закрыта, уничтожена, стерта навсегда» Как основателя проекта «Дети-404» наказали за «гей-пропаганду» [archive du 27 janvier 2015], Meduza,‎ 26 janvier 2015 (consulté le 26 janvier 2015)
6. ↑  « Суд отменил штраф основательнице проекта "Дети-404" » [archive du 13 décembre 2015], Радио Свобода,‎ 25 mars 2015 (consulté le 13 janvier 2016)
7. ↑  « Создателя проекта "Дети-404" снова оштрафовали на 50 тысяч рублей за "пропаганду гомосексуализма" » [archive du 23 novembre 2015], NEWSru.com,‎ 28 juillet 2015
8. 1 2  (ru) « "ВКонтакте" по решению Роскомнадзора заблокировал группу "Дети-404" », sur Interfax.ru,‎ 25 septembre 2015 (consulté le 19 février 2024)
9. ↑  (ru) « "ВКонтакте" заблокировала сообщество "Дети-404" по запросу Роскомнадзора - ТАСС », sur TACC (consulté le 19 février 2024)
10. ↑  (ru) « Соцсеть "ВКонтакте" заблокировала группу "Дети-404" », sur BBC News Русская служба,‎ 25 septembre 2015 (consulté le 6 février 2024)
11. ↑  « Гомосексуальные «Дети-404» сопротивляются » [archive du 3 décembre 2013], Инопресса. Die Welt,‎ 23 mai 2013 (consulté le 25 novembre 2013)
12. 1 2  Ирина Боброва, « Дети в Рунете играют в гестапо » [archive du 2 décembre 2013], Московский комсомолец, № 26302,‎ 9 août 2013 (consulté le 28 novembre 2013)
13. ↑  « Проект «Дети-404» стал документальной короткометражкой » [archive du 3 décembre 2013], Gay.ru (consulté le 25 novembre 2013)
14. ↑  (en-GB) Kevin O'Flynn et Kevin O'Flynn Moscow, « Gay Russian teens communicate in secret to avoid law on 'propaganda' », The Observer,‎ 10 août 2013 (ISSN 0029-7712, lire en ligne, consulté le 6 février 2024)
15. ↑  « Обращение от организаторов проекта «Дети-404. Мы есть» » [archive du 2 décembre 2013], Выход (consulté le 25 novembre 2013)
16. ↑  « Russian film about LGBTQ youth seeks funds » [archive du 3 décembre 2013], Windy City Times, 5 novembre 2013 (consulté le 25 novembre 2013)
17. ↑  « Anti-Gay Propaganda Bill Passed in 436-0 Vote » [archive du 2 décembre 2013], The Moscow Times, 12 juin 2013 (consulté le 25 novembre 2013)
18. ↑  Кирилл Артёменко, «Этот закон убьет какое-то количество детей» [archive du 3 décembre 2013], Lenta.ru,‎ 4 juin 2013 (consulté le 28 novembre 2013)
19. ↑  « "Всё изменится к лучшему. Я верю в это". Интервью с Леной Климовой », Lesbian and Gay International Film Festival «Side by Side»,‎ 7 mai 2013 (consulté le 17 décembre 2013)
20. ↑  « «Всё изменится к лучшему. Я верю в это» — Интервью с Леной Климовой » [archive du 26 août 2013], Бок о Бок,‎ 7 mai 2013 (consulté le 6 février 2014)
21. 1 2  « El riesgo de ser homosexual en Rusia », El Mundo, 11 août 2013 (consulté le 17 décembre 2013)
22. ↑  Molly Eadie., « Calling Moscow », Metroland, 7 août 2013 (consulté le 17 décembre 2013)
23. ↑  Reidar Engesbak., « Til mine søsken i Russland » [archive du 12 décembre 2013], Blikk, 18 septembre 2013 (consulté le 17 décembre 2013)
24. ↑  « Великобритания против гомофобии в России » [archive du 11 décembre 2013], Lesbiru.com,‎ 11 août 2013 (consulté le 17 décembre 2013)
25. ↑  « ЛОНДОН. Участники акции протеста поддержали "Детей-404" », "Children 404" Project,‎ 10 août 2013 (consulté le 17 décembre 2013)
26. ↑  Kathy Lally., « Russian law isolates gay teenagers », The Washington Post,‎ 2 septembre 2013 (lire en ligne, consulté le 17 décembre 2013)
27. ↑  (en-US) David M. Herszenhorn, « On Holding Hands and Fake Marriage: Stories of Being Gay in Russia », The New York Times,‎ 7 novembre 2013 (ISSN 0362-4331, lire en ligne, consulté le 6 février 2024)
28. ↑  Kevin O'Flynn., « Gay Russian teens communicate in secret to avoid law on 'propaganda' », The Guardian, 10 août 2013 (consulté le 17 décembre 2013)
29. ↑  Alec Luhn., « Russian anti-gay law prompts rise in homophobic violence », The Guardian, 1er septembre 2013 (consulté le 17 décembre 2013)
30. ↑  (ru) Юрий Жигалкин, « Пятиклассник против гомофоба », Радио Свобода,‎ 8 juin 2013 (lire en ligne, consulté le 19 février 2024)
31. ↑  (en) Katie Zavadski, « In Russia, Breaking The Law To Tell Gay Teens "It Gets Better" », sur BuzzFeed, 30 juillet 2013 (consulté le 19 février 2024)
32. ↑  (ru) « Депутаты польского парламента выразили поддержку ЛГБТ-подросткам России », Газета.ру,‎ 16 juillet 2013 (lire en ligne )
33. ↑  (en-US) Ted Johnson, « It Gets Better Project Launches in Russia to Counter Anti-LGBT Laws », sur Variety, 5 décembre 2013 (consulté le 19 février 2024)
34. ↑  (ru) « Гей-угроза идет от детей », sur Газета.Ru,‎ 20 février 2024 (consulté le 19 février 2024)
35. ↑  « Про уродов и людей » [archive du 11 février 2014], Lenta.ru,‎ 5 février 2014 (consulté le 13 février 2014)
36. ↑  « На Урале возбудили дело за создание группы поддержки ЛГБТ-подростков » [archive du 2 février 2014], Аргументы и факты,‎ 31 janvier 2014 (consulté le 31 janvier 2014)
37. ↑  « Руководитель проекта «Дети-404»: Пропаганду гомосексуализма усмотрели в письмах подростков-геев » [archive du 2 février 2014], Росбалт,‎ 31 janvier 2014 (consulté le 1er février 2014)
38. ↑  « В Нижнем Тагиле суд оправдал руководителя проекта «Дети-404» » [archive du 26 février 2014], Росбалт,‎ 21 février 2014 (consulté le 21 février 2014)
39. ↑  « Соцсеть «ВКонтакте» заблокировала группу «Дети-404» » [archive du 7 février 2016] (consulté le 1er janvier 2016)
40. ↑  (ru) « Как жить и работать в атмосфере ненависти – Архив » [archive du 26 janvier 2016], Афиша Daily (consulté le 9 janvier 2016)
41. ↑  « Красивые люди и то, что они говор.. » [archive du 14 avril 2016], vk.com (consulté le 9 janvier 2016)
42. ↑  (ru) Екатерина Винокурова, «Людей ведь раздражают не геи, а пропаганда» , sur Газета.Ru,‎ 20 février 2024 (consulté le 19 février 2024)
43. ↑  (ru) « Про уродов и людей Против кого используют закон о гей-пропаганде среди несовершеннолетних », sur Lenta.RU (consulté le 19 février 2024)
44. ↑  (ru) Беседовала Анна Пруцкова, « Отсутствие конфликта интересов », sur dx.doi.org (consulté le 19 février 2024)
45. ↑  «Страница найдена»
46. ↑  « У создателя проекта "Дети 404" Лены Климовой вышла новая книга для подростков "Выжить и жить" » [archive du 29 juin 2020], www.xgay.ru (consulté le 29 juin 2020)

## Liens
- page officielle sur Facebook www.
- Елена Климова, « Примите меня таким, какой я есть », Интервью с основательницей проекта «Дети-404» Леной Климовой [archive du 13 décembre 2013], Рама паблишинг,‎ 13 août 2013 (consulté le 20 janvier 2014)
- Юля Башинова, « Невидимые миру дети » [archive du 3 février 2014], Грани.ру,‎ 27 décembre 2013 (consulté le 20 janvier 2014)
- Ксения Фикс, «Ошибка 404» депутата Милонова. «Если я сказал „я — гей“, это — не пропаганда» [archive du 22 janvier 2014], РИА «Ура»,‎ 20 janvier 2014 (consulté le 20 janvier 2014)
- Дмитрий Пашинский, «Закрыты, уничтожены, стерты навсегда», Интервью с ведущей проекта «Дети-404» Леной Климовой о преследовании её по закону о «запрете пропаганды НСО» [archive du 24 février 2014], Colta.ru,‎ 3 février 2014 (consulté le 3 février 2014)